# Arrest Spanjaardslaan
Het arrest Spanjaardslaan (HR 6 oktober 2009, NJ 2009/504) is een arrest van de Nederlandse Hoge Raad met betrekking tot een verkeersongeval in Leeuwarden, waarbij de bestuurder die zelf niet in botsing was gekomen met het slachtoffer (toch) werd veroordeeld wegens medeplegen van een dodelijk verkeersongeval.

## Casus
Op 28 juni 2006 waren twee vrienden elk in hun eigen auto op weg naar een vriend van een van hen. De bestuurder van een rode Honda Civic ("verdachte") wist de weg, dus die reed voorop. De bestuurder van een blauwe Volkswagen Golf TDI ("medeverdachte") reed op korte afstand erachter. Omstreeks 20.00 uur reden de twee auto's op de Spanjaardslaan in het centrum van Leeuwarden met hoge snelheid, flink boven de maximumsnelheid van 50 km per uur. Op de T-kruising met de Rengerslaan heeft toen een ernstig verkeersongeval plaatsgevonden. De rode auto kon nog uitwijken voor een overstekende vrouwelijke fietser, die door de blauwe auto werd geschept. Ze is als gevolg van het ongeval een paar uur later in het ziekenhuis overleden. Uit de remsporen van de blauwe auto is vastgesteld dat deze met een snelheid tussen 73 en 77 km per uur had gereden.

## Procesgang
Hoewel de rode auto niet in botsing was gekomen met de fietser, is de bestuurder in hoger beroep door het Hof veroordeeld tot een gevangenisstraf van 18 maanden waarvan 6 maanden voorwaardelijk wegens medeplegen van een dodelijk verkeersongeval. Tevens kreeg hij een ontzegging van de rijbevoegdheid opgelegd voor de periode van 5 jaar en is de inbeslaggenomen auto verbeurdverklaard.
Het Hof overwoog onder meer:

Het hof is van oordeel dat het rijgedrag van verdachte plaatsvond in bewuste en nauwe samenwerking met medeverdachte (...). In dit verband blijkt uit de bij de politie afgelegde verklaringen van verdachte en medeverdachte (...) dat zij, nadat zij elkaar op 28 juni 2006 hadden getroffen, hadden besloten gezamenlijk naar een vriend van verdachte te gaan, waarbij [medeverdachte] achter verdachte aan is gereden omdat hij niet wist waar deze vriend woonde. [Medeverdachte] omschrijft hun rijstijl als vrij vlot waarbij de snelheid opliep tot 65 kilometer per uur. Uit zijn verklaring blijkt dat verdachte, die soms op [medeverdachte] uitliep, vervolgens weer gas terugnam om hem bij te laten komen. Reeds hieruit leidt het hof af dat verdachte (...) niet alleen voor zichzelf reed maar zich bij zijn rijgedrag bewust was van, en rekening hield met de achter hem rijdende [medeverdachte]. Een en ander wordt bevestigd in de diverse verklaringen van getuigen (...)

### Hoge Raad
Het cassatieberoep is verworpen. Hierbij overwoog de Hoge Raad:

2.5. Het Hof heeft voor zijn oordeel dat de verdachte "tezamen en in vereniging" met een ander het onder 1 bewezenverklaarde feit heeft begaan, mede in aanmerking genomen dat:

(i) de verdachte en zijn medeverdachte ieder in hun eigen auto gezamenlijk naar een vriend van de verdachte zijn gereden;

(ii) de verdachte de weg wist en voorop reed;

(iii) de verdachte, die soms op zijn medeverdachte uitliep, vervolgens gas terugnam om hem bij te laten komen; en

(iv) getuigen hebben verklaard dat zij de indruk hadden dat de verdachte en zijn medeverdachte bij elkaar hoorden en dat zij tegen elkaar aan het racen waren.

Voorts heeft het Hof vastgesteld dat de verdachte en zijn medeverdachte, mede gelet op hun te hoge snelheid waarmee zij rond 20.00 uur in het centrum van Leeuwarden dicht achter elkaar op een bochtige weg reden waar gelet op het tijdstip andere (zwakkere) verkeersdeelnemers te verwachten waren, beiden roekeloos hebben gereden.
Het Hof heeft tevens geoordeeld dat in het onderhavige geval aan een veroordeling voor het medeplegen van - kort gezegd - het culpoos veroorzaken van een ernstig verkeersongeval niet in de weg staat dat niet beide verkeersdeelnemers met de door hen bestuurde auto's met het slachtoffer in botsing zijn gekomen.
Een en ander geeft geen blijk van een onjuiste rechtsopvatting, terwijl het evenmin onbegrijpelijk is (vgl. HR 7 juli 2009 ECLI:NL:HR:2009:BI3862).